# Hypoxylon hypomiltum
Hypoxylon hypomiltum är en svampart. Hypoxylon hypomiltum ingår i släktet Hypoxylon och familjen kolkärnsvampar.

## Underarter
Arten delas in i följande underarter:
- hypomiltum
- lavandulocinereum